# Gora Grigor’eva
Gora Grigor’eva (englische Transkription von russisch Гора Григорьева Gora Grigorjewa) ist ein Nunatak im ostantarktischen Mac-Robertson-Land. Er ragt nordwestlich des Styles-Gletschers am nördlichen Ende des Mawson Escarpment auf.
Russische Wissenschaftler benannten ihn. Der Namensgeber ist nicht überliefert.